# The Line (Twenty One Pilots)
The Line è un singolo del duo musicale statunitense Twenty One Pilots, pubblicato il 22 novembre 2024.
Il brano fa parte della colonna sonora ufficiale della seconda stagione della serie televisiva statunitense Arcane.

## Descrizione
Il brano, scritto appositamente per Arcane, serie animata ispirata al videogioco League of Legends, è stato commissionato ai Twenty One Pilots da Maria Egan della Riot Games per una specifica scena della seconda stagione della serie. Accettato subito l'incarico, essendo un fan dello show, Tyler Joseph ha composto, realizzato e spedito alla Riot il brano completo tre giorni dopo aver ricevuto la scena in questione. Il brano è stato portato al debutto dal vivo il 12 dicembre 2024 a Los Angeles, in occasione dei Game Awards 2024.

## Video musicale
Il video ufficiale del brano, diretto da Andrew Donoho, è stato pubblicato il 25 novembre 2024.

## Tracce
Testi e musiche di Tyler Joseph.
1. The Line – 3:12

## Classifiche
| Classifica (2024)                | Posizione massima |
| -------------------------------- | ----------------- |
| Canada                           | 86                |
| Regno Unito                      | 87                |
| Stati Uniti                      | 109               |
| Stati Uniti (alternative)        | 1                 |
| Stati Uniti (rock & alternative) | 13                |